# Gabrielle d’Estrées
Gabrielle d’Estrées (ur. między 1570 a 1573 na zamku La Bourdaisière lub na zamku w Cœuvres, zm. w nocy z 9/10 kwietnia 1599) – księżna Beaufort i Verneuil, markiza Monceaux, kochanka króla francuskiego Henryka IV.

## Życiorys
Gabrielle d’Estrées była czwartą córką Antoniego d’Estrées i Franciszki Babou de La Bourdaisière. Jej młodszym bratem był François-Annibal d’Estrées. Królewską metresą została w 1591, kiedy ten był żonaty z Małgorzatą de Valois. Od tego czasu urodziła trójkę dzieci: 
- Cezara, księcia de Vendôme (1594–1665),
- Katarzynę Henriettę Burbon (1596–1663), żonę Karola de Guise – księcia de Elbeuf,
- Aleksandra, kawalera de Vendôme (1598–1629).

W 1599 Henryk IV, oczekując na unieważnienie swojego małżeństwa przez papieża Klemensa VIII, obiecał jej królewski ślub. Gabrielle d’Estrées zmarła jednak wcześniej w wyniku komplikacji związanych z ciążą.

## Portret Gabrielle d’Estrées i jej siostry, księżnej de Villars
Królewska kochanka została prawdopodobnie uwieczniona na kontrowersyjnym obrazie Portret Gabrielle d’Estrées i jej siostry, księżnej de Villars, który znajduje się obecnie w Luwrze.

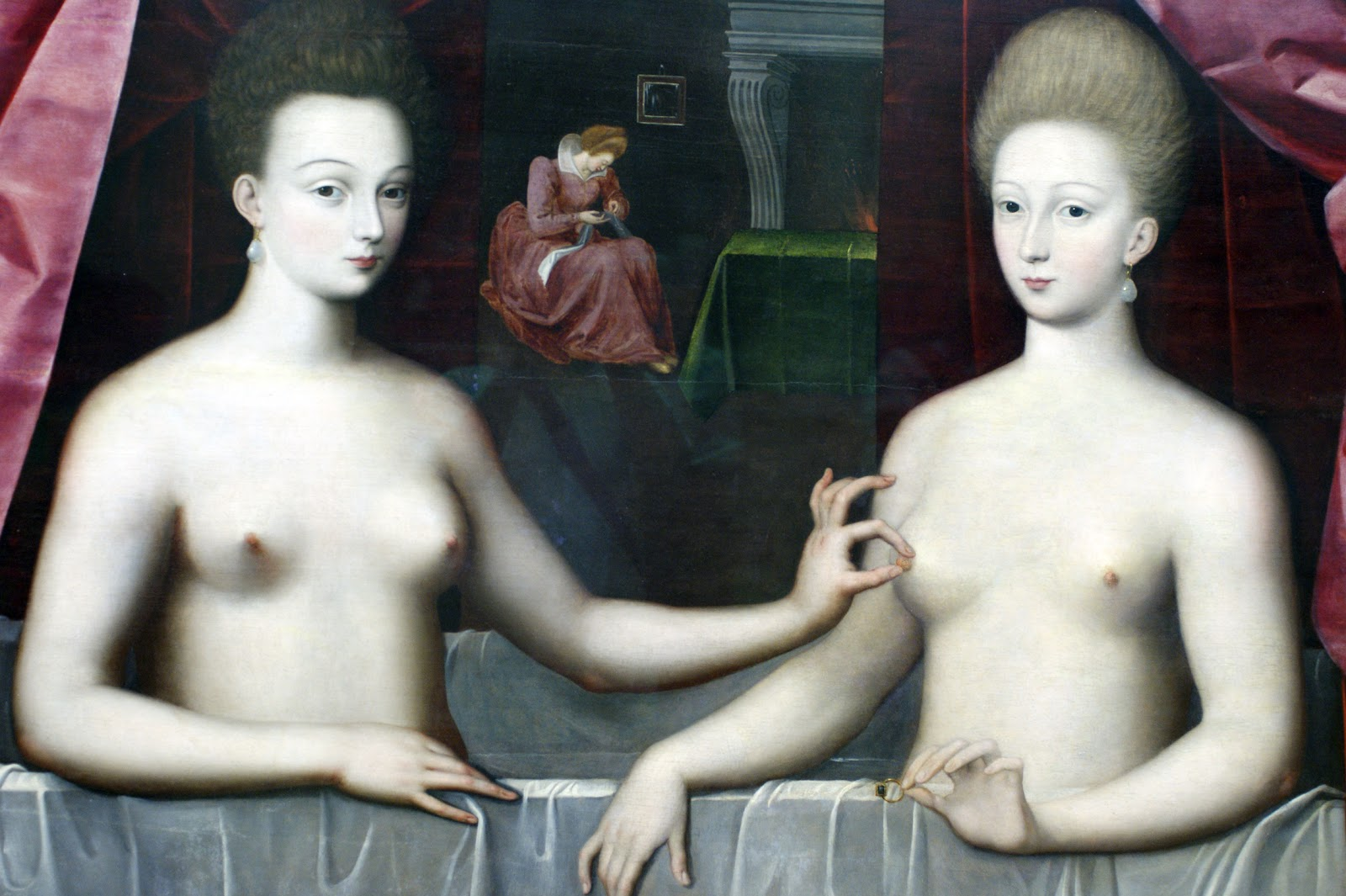
Gabrielle d’Estrées (po prawej) i jej siostra, księżna de Villars (ok. 1594)
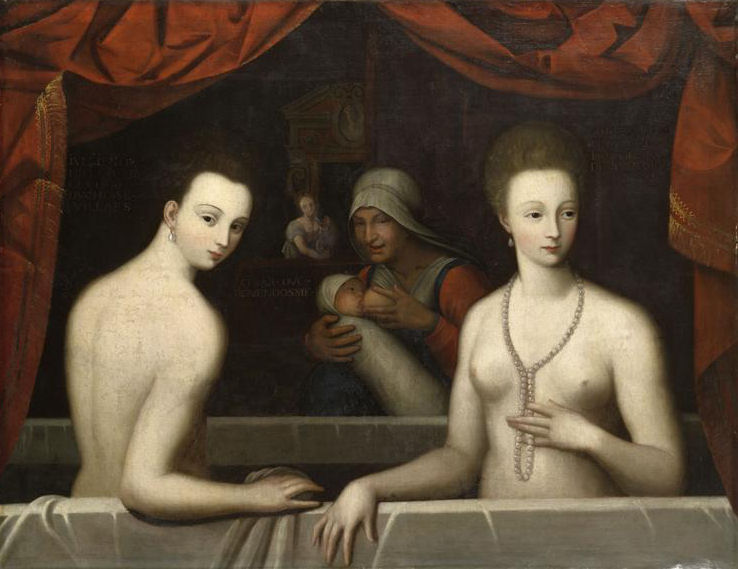
Gabrielle d’Estrées i jej siostra, księżna de Villars